# 1877 год в истории железнодорожного транспорта
1877 год в истории железнодорожного транспорта

## События
- 20 мая — первый российский санитарный поезд отошёл от перрона Николаевского вокзала[1].
- 14 июля — началась Великая железнодорожная забастовка 1877 года.
- Построена ветка Александров — Карабаново Московско-Ярославской железной дороги.
- Была построена линия Варшава — Люблин — Ковель Ковельской железной дорогой[2].
- Была открыта линия Рига — Тукумс и построено первое здание железнодорожной станции Кемери[3].
- На территории Мьянмы проложена первая железнодорожная линия Рангун — Пром (Пьи).[4]
- В Венесуэле началось строительство отдельных железнодорожных линий на Севере и Северо-Западе страны.[4]
- В России в пассажирских вагонах применено паровое отопление, газовое освещение (вместо свечного).[4]
- В России на Моршанско-Сызранской железной дороге впервые проведены динамометрические и индикаторные испытания паровозов инженером В. И. Лопушинским.[4]

## Новый подвижной состав
- Выпущен первый в России танк-паровоз — заводской тип 19 Коломенского завода. Осевая формула 0—3—0. С 1912 г. — в серии Ь (ерь).

## Персоны

### Родились
- 18 декабря — Флорентий Пименович Казанцев, изобретатель железнодорожных автоматических тормозов.

### Скончались
- 4 января — американский финансист Корнелиус Вандербильт, который создал железнодорожную компанию New York Central Railroad[англ.], объединив мелкие железнодорожные компании.